# Cuspi Fade
Cuspi Fade (en llatí Caius Cuspius Fadus) va ser un cavaller romà del temps de l'emperador Claudi.
Després de la mort del rei Herodes Agripa I l'any 44 Claudi el va nomenar procurador de Judea. Durant la seva administració es va restaurar la pau al país, excepte per les predicacions d'un tal Teudes que anunciava que era un profeta, i a qui finalment va arrestar i condemnar a mort. El va substituir en el govern de Judea Tiberi Alexandre.